# Diploma Básico de Entrenador de Fútbol Sala
El Diploma Básico de Entrenador de Fútbol Sala es la titulación obtenida en España tras la realización de los estudios federativos de primer nivel organizados por la Real Federación Española de Fútbol o federaciones territoriales y realizados a través de sus respectivos comités de entrenadores.
Es un nivel inferior al Diploma Avanzado. 
Hasta enero de 2015, el Diploma Básico de Entrenador de Fútbol Sala era denominado Diploma de Instructor de Fútbol Sala Base - Nivel 1.

## Habilitación
Estos estudios, enmarcados en el ámbito de la educación no formal, permiten ejercer las funciones de entrenador en las categorías siguientes del fútbol federado español:
- Categorías Juveniles de ámbito regional.
- El resto de categorías de Fútbol Sala Base.

## Características

### Requisitos
Los requisitos para obtener el Diploma Básico de Entrenador de Fútbol Sala son los siguientes:
- Tener dieciocho años al comienzo del curso y no haber cumplido los sesenta.
- Superar las pruebas de aptitud técnica y física exigidas, en su caso.
- Acreditar, mediante certificado médico, la aptitud para la práctica del deporte, así como los conocimientos básicos generales deportivos que se requieran.
- Estar en posesión del Graduado en Educación Secundaria Obligatoria.
- Aprobar el correspondiente curso académico.

### Plan de estudios
El Diploma Básico de Entrenador de Fútbol Sala tiene una duración de 205 horas, de las cuales 125 son teóricas y 80 prácticas.

### Coste
El curso que da acceso al Diploma Básico de Entrenador de Fútbol Sala cuesta actualmente entre 10 y 30 euros, en función de la comunidad autónoma.

## Equivalencia en UEFA
El Diploma Básico de Entrenador de Fútbol Sala obtenido en España es equivalente a la Licencia UEFA "B" de Fútbol Sala, en virtud del convenio suscrito entre la UEFA y la RFEF el 31 de agosto de 2010.

## Polémica por la no homologación de la titulación
El Ministerio de Educación, Cultura y Deporte, desde que instauró las enseñanzas de régimen especial, no reconoce los títulos federativos; entre ellos el Diploma Básico de Entrenador; como una certificación oficial  al ser unos estudios privados con carácter únicamente federativo, lo que ha sido causa de numerosas denuncias y reclamaciones.

¿Por qué la ANEF persigue el reconocimiento de tales estudios?. Si bien es verdad que el desconocimiento de la norma no exime de su cumplimiento, y que todos deberíamos haber sabido que el reconocimiento iba a ser solo hasta 2007 y que la realización de tales estudios federativos a partir de 2007, jamás iban a obtener un reconocimiento oficial, no es menos cierto:
 
1º.- Que muchas Territoriales durante esa fecha han inducido a error a los participantes, en unos casos porque se requería titulación académica como establecían los oficiales, en otros, porque no se indicaba con claridad que el título era federativo y así un sinfín de casos.
 
2º.- Fundamentalmente, porque la Administración, desde la implantación de las enseñanzas deportivas no ha creado ningún centro oficial como ocurre con el resto de enseñanzas de formación profesional, con lo que la única alternativa que le quedaba al alumno era cursar las federativas o no estudiar.
 
Asociación Nacional de Entrenadores de Fútbol 

Y además, desde el Consejo Superior de Deportes se indicó a través de un comunicado, que las federaciones deportivas tienen obligación de aceptar las titulaciones de Técnico Deportivo de Grado Medio y Superior reguladas por el Real Decreto 1363/2007, de 24 de octubre, junto a las titulaciones federativas.